# Ocinebrina lurida
Ocinebrina lurida är en snäckart som först beskrevs av Middendorff 1848.  Ocinebrina lurida ingår i släktet Ocinebrina och familjen purpursnäckor. Inga underarter finns listade i Catalogue of Life.